# Estacio el Apóstol
Estacio el Apóstol (en griego antiguo: Στάχυς) fue el obispo de Bizancio entre los años 38 a 54 d. C. Al parecer, tuvo estrecho contacto con san Andrés y san Pablo. 
Eusebio de Cesarea cita a Orígenes mencionando que Andrés había predicado en el Asia Menor y en Escitia, a lo largo de Mar Negro y en lugares tan lejanos como el Volga y Kiev, convirtiéndose por ello en el santo patrón de Rumanía y Rusia. Según la tradición, fundó la diócesis de Bizancio en el año 38, instalando a Estacio como obispo (el único obispado existente en aquella zona era el que estaba ubicado en Heraclea). Esta diócesis más tarde se convertiría en el patriarcado de Constantinopla, teniendo al apóstol Andrés como su santo patrón. 
No queda claro si Estacio es la misma persona a quien Pablo llama "querido" en la Epístola a los Romanos (Rom. 16:9).
Su festividad se celebra el día 31 de octubre.